# Мопровский сельский совет
Мопровский сельский совет (укр. Мопрівська сільська рада) — входит в состав
Солонянского района
Днепропетровской области
Украины.
Административный центр сельского совета находится в 
с. Богатое.

## Населённые пункты совета
- с. Богатое
- с. Водяное
- с. Григоровка
- с. Судановка
- с. Товарищеский Труд
- с. Тракторное